# Stylogyne
Stylogyne – rodzaj roślin z rodziny pierwiosnkowatych (Primulaceae). Obejmuje 34 gatunki. Rośliny te występują w tropikalnej części Ameryki Południowej (na południu po Peru, Boliwię i południową Brazylię) oraz w Ameryce Środkowej – po środkowy Meksyk na północy, na Małych Antylach i Portoryko.

## Morfologia
PokrójNiewielkie drzewa i krzewy.
LiścieOgonkowe, całobrzegie lub drobno karbowane.
KwiatyZebrane w wiechowate kwiatostany wyrastające szczytowo lub w kątach liści, często kwiatostany skrócone lub zredukowane do baldachów lub pęczków. Kwiaty zwykle 5-krotne, rzadko 4-krotne, zwykle jednopłciowe (rośliny są dwupienne). Korona kółkowa (płatki podługowate, rozpostarte), barwy białej, zielonej lub różowej. Pręciki na długich i cienkich nitkach, z pylnikami ze strzałkowatą nasadą, otwierające się podłużnymi pęknięciami. Zalążnia jajowata zwieńczona długą i cienką szyjką, na szczycie ze ściętym znamieniem.
OwoceKulistawe pestkowce.

## Systematyka
Pozycja systematyczna
Rodzaj z podrodziny Myrsinoideae z rodziny pierwiosnkowatych Primulaceae. 
Wykaz gatunków
- Stylogyne aguarunana Pipoly & Ricketson
- Stylogyne araujoana Carrijo, M.F.Freitas & Peixoto
- Stylogyne ardisioides (Kunth) Mez
- Stylogyne atra Mez
- Stylogyne bracteolata (Lundell) Pipoly
- Stylogyne canaliculata (Lodd.) Mez
- Stylogyne carautae Carrijo & M.F.Freitas
- Stylogyne cauliflora (Mart. & Miq.) Mez
- Stylogyne darienensis Lundell
- Stylogyne depauperata Mez
- Stylogyne glomeruliflora Cuatrec.
- Stylogyne hayesii Mez
- Stylogyne incognita Pipoly
- Stylogyne lasseri (Lundell) Pipoly
- Stylogyne lateriflora (Sw.) Mez
- Stylogyne laxiflora Mez
- Stylogyne leptantha (Miq.) Mez
- Stylogyne lhotzkyana (A.DC.) Mez
- Stylogyne longifolia (Mart. ex Miq.) Mez
- Stylogyne martiana A.DC.
- Stylogyne mathewsii Mez
- Stylogyne membranacea Pipoly
- Stylogyne micrantha (Kunth) Mez
- Stylogyne minutiflora Cuatrec.
- Stylogyne nigricans (A.DC.) Mez
- Stylogyne orinocensis (Kunth) Mez
- Stylogyne pauciflora Mez
- Stylogyne pucuroensis Ricketson & Pipoly
- Stylogyne racemiflora Ricketson & Pipoly
- Stylogyne serpentina Mez
- Stylogyne sordida Mez
- Stylogyne spruceana Mez
- Stylogyne turbacensis (Kunth) Mez
- Stylogyne warmingii Mez